# Coppa delle nazioni del Golfo 1970
La Coppa delle nazioni del Golfo 1970 (1970 Gulf Cup of Nations) è stata la prima edizione della Coppa delle nazioni del Golfo, competizione calcistica per nazionali dei paesi del Golfo persico. La competizione si è svolta in Bahrein dal 19 marzo al 4 aprile 1982 e ha visto la partecipazione di quattro squadre: Arabia Saudita, Bahrein, Kuwait e Qatar. È stata vinta dal Kuwait.

## Squadre partecipanti
| Pr. | Squadra        | Data di qualificazione certa | Partecipante in quanto                                         | Partecipazioni precedenti al torneo | Ultima presenza |
| --- | -------------- | ---------------------------- | -------------------------------------------------------------- | ----------------------------------- | --------------- |
| 1   | Bahrein        | -                            | Rappresentativa della nazione organizzatrice della fase finale | -                                   | Esordiente      |
| 2   | Arabia Saudita | -                            | Qualificata di diritto                                         | -                                   | Esordiente      |
| 3   | Kuwait         | -                            | Qualificata di diritto                                         | -                                   | Esordiente      |
| 4   | Qatar          | -                            | Qualificata di diritto                                         | -                                   | Esordiente      |

Nella sezione "partecipazioni precedenti al torneo", le date in grassetto indicano che la nazione ha vinto quella edizione del torneo, mentre le date in corsivo indicano la nazione ospitante.

## Formula
Girone unico di 4 squadre, giocano partite di sola andata. La vincente si laurea campione del Golfo.

## Stadi
| Madinat 'Isa     | Madinat 'Isa (Bahrein) |
| ---------------- | ---------------------- |
| Isa Town Stadium | Madinat 'Isa (Bahrein) |
| Capienza: 35.100 | Madinat 'Isa (Bahrein) |
|                  | Madinat 'Isa (Bahrein) |

## Fase finale

### Girone unico
| Arbitro: | Naseer |

|                 |           |             |
| Zulaikh Salmeen | Marcatori | rig.’ Faraj |

| Arbitro: | Ibrahim |

|                         |           |           |
| Diksin Khalaf Al-Masoud | Marcatori | Al-Abdali |

| Madinat 'Isa 30 marzo 1970 | Bahrein | 0 – 0 | Arabia Saudita | Isa Town Stadium\| Arbitro: \| Naseer \| |
| Arbitro:                   | Naseer  |       |                |                                          |

| Arbitro: | Al-Daham |

|                                 |           |              |
| Khalaf Al-Masoud Sattam Ibrahim | Marcatori | Ballan Almas |

| Arbitro: | Yousef Al-Suwaidan |

|       |           |        |
| Mousa | Marcatori | Ballan |

| Arbitro: | Ibrahim |

|                         |           |       |
| Khalaf Al-Masoud Diksin | Marcatori | Ameen |

| Pos | Squadra        | P.ti | G | V | N | P | GF | GS | DR |
| --- | -------------- | ---- | - | - | - | - | -- | -- | -- |
| 1   | Kuwait         | 6    | 3 | 3 | 0 | 0 | 10 | 4  | +6 |
| 2   | Bahrein        | 3    | 3 | 1 | 1 | 1 | 3  | 4  | -1 |
| 3   | Arabia Saudita | 2    | 3 | 0 | 2 | 1 | 2  | 4  | -2 |
| 4   | Qatar          | 1    | 3 | 0 | 1 | 2 | 4  | 7  | -3 |

## Statistiche

### Classifica marcatori
3 reti
- Mohammed Al-Masoud
- Jawad Khalaf

2 reti
- Mahmoud Diksin
- Khaled Ballan

1 rete
- Yousef Ameen
- Ahmed Salmeen
- Hassan Zulaikh
- Khalaf Sattam
- Mahmoud Diksin
- Sulaiman Almas
- Mubarak Faraj
- Mohammed Saad Al-Abdali
- Alnoor Mousa